# Бронницы (посёлок станции, Московская область)
Бро́нницы — посёлок станции как населённый пункт в Раменском городском округе Московской области России. Находится при железнодорожной станции  Бронницы.
Численность населения — 1174 человек (2010).

## География
Посёлок станции Бронницы расположен в восточной части Раменского района, примерно в 9 км к юго-востоку от города Раменское и 9 км к северо-востоку от города Бронницы. В 3 км к северу от посёлка протекает река Дорка. Высота над уровнем моря — 123 м.
В посёлке три улицы — Красноармейская, Лесная, Мира; приписано восемь садоводческих некоммерческих товариществ (СНТ) («Аэрофлот», «Бротекс», «Дружба», «Палуба», «Радист», «Садовое», «Торфяник», «Энергия-2») и один гаражно-строительный кооператив (ГСК) («Дружба»).
Ближайшие населённые пункты — посёлки Дружба, Мирный, деревни Юрово, Кузнецово и село Малышево.

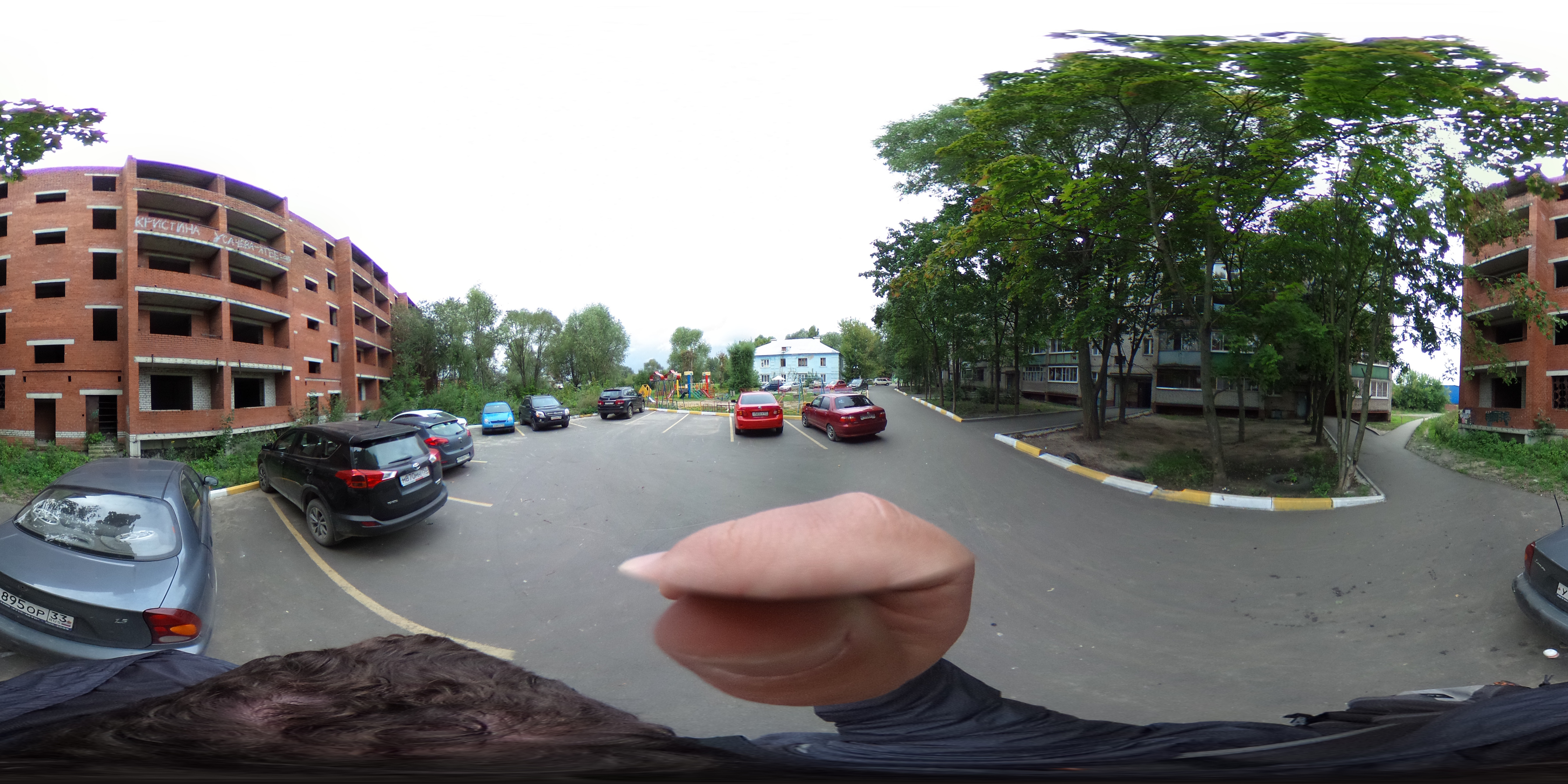
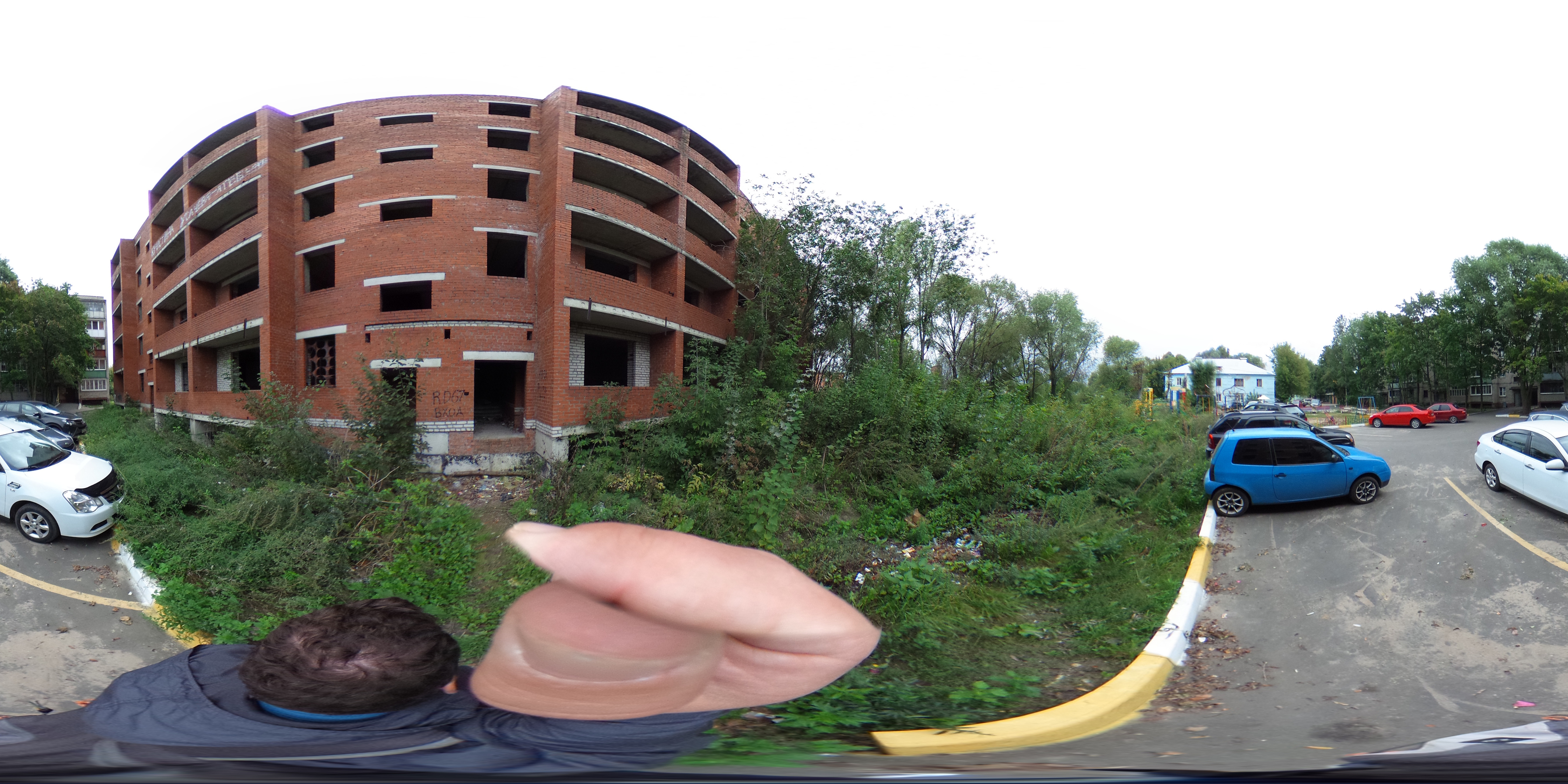
Недостроенный дом

## История
В 1862 году на Рязанском направлении Московской железной дороги была открыта железнодорожная станция Бронницы, названная по соседнему городу Бронницы, который она обслуживала. Впоследствии при станции образовался одноимённый посёлок.
В 1926 году посёлок входил в состав Малышевского сельсовета Загорновской волости Бронницкого уезда Московской губернии РСФСР.
С 1929 года — населённый пункт в составе Раменского района Московского округа Московской области.
С 1994 года до муниципальной реформы 2006 года деревня входила в состав Юровского сельского округа Раменского района.
С 2006 до 2019 гг. находилась в составе сельского поселения Кузнецовское Раменского района. 

## Население
| 1926 | 2002  | 2010  |
| ---- | ----- | ----- |
| 177  | ↗1295 | ↘1174 |

В 1926 году в посёлке проживало 177 человек (86 мужчин, 91 женщина), насчитывалось 34 хозяйства, из которых 16 было крестьянских. Согласно переписи населения 2002 года — 1295 человек (585 мужчин, 710 женщин).